# Флорешти (Тулћа)
Флорешти (рум. Florești) насеље је у Румунији у округу Тулћа у општини Хорија. Oпштина се налази на надморској висини од 132 m.

## Становништво
Према подацима из 2002. године у насељу је живело 330 становника, од којих су сви румунске националности.